# Deutsche Fechtmeisterschaften 1983
Bei den Deutschen Fechtmeisterschaften 1983 wurden Einzelwettbewerbe in den Disziplinen Herrendegen, Herrensäbel und Herrenflorett ausgetragen. Bei den Damen wurde nur Florett gefochten. Mannschaftswettbewerbe wurden in diesem Jahr nicht ausgetragen. Die Meisterschaften wurden vom Deutschen Fechter-Bund organisiert.

## Herren

### Florett (Einzel)
| Platz | Sportler           | Verein                |
| ----- | ------------------ | --------------------- |
| 1     | Mathias Gey        | FC Tauberbischofsheim |
| 2     | Harald Hein        | FC Tauberbischofsheim |
| 3     | Thomas Theuerkauff | OFC Bonn              |

### Degen (Einzel)
| Platz | Sportler        | Verein                |
| ----- | --------------- | --------------------- |
| 1     | Rafael Nickel   | FC Tauberbischofsheim |
| 2     | Norbert Austen  | FSG Krefeld           |
| 3     | Alexander Pusch | FC Tauberbischofsheim |

### Säbel (Einzel)
| Platz | Sportler         | Verein                |
| ----- | ---------------- | --------------------- |
| 1     | Jürgen Nolte     | VfL Sankt Augustin    |
| 2     | Jörg Stratmann   | FSG Iserlohn          |
| 3     | Dieter Schneider | FC Tauberbischofsheim |

## Damen

### Florett (Einzel)
| Platz | Sportler         | Verein                |
| ----- | ---------------- | --------------------- |
| 1     | Sabine Bischoff  | FC Tauberbischofsheim |
| 2     | Christiane Weber | Dillingen             |
| 3     | Cornelia Hanisch | Fechtclub Offenbach   |